# 布蘭島 (丹麥)
布蘭島是丹麥的島嶼，位於日德蘭半島和菲英島之間的小貝爾特海峽，面積2.04平方公里，該島在1974年是其中一個核電站的選址，島上無人居住。
55°21′N 9°43′E / 55.350°N 9.717°E